# Tunel (budownictwo)

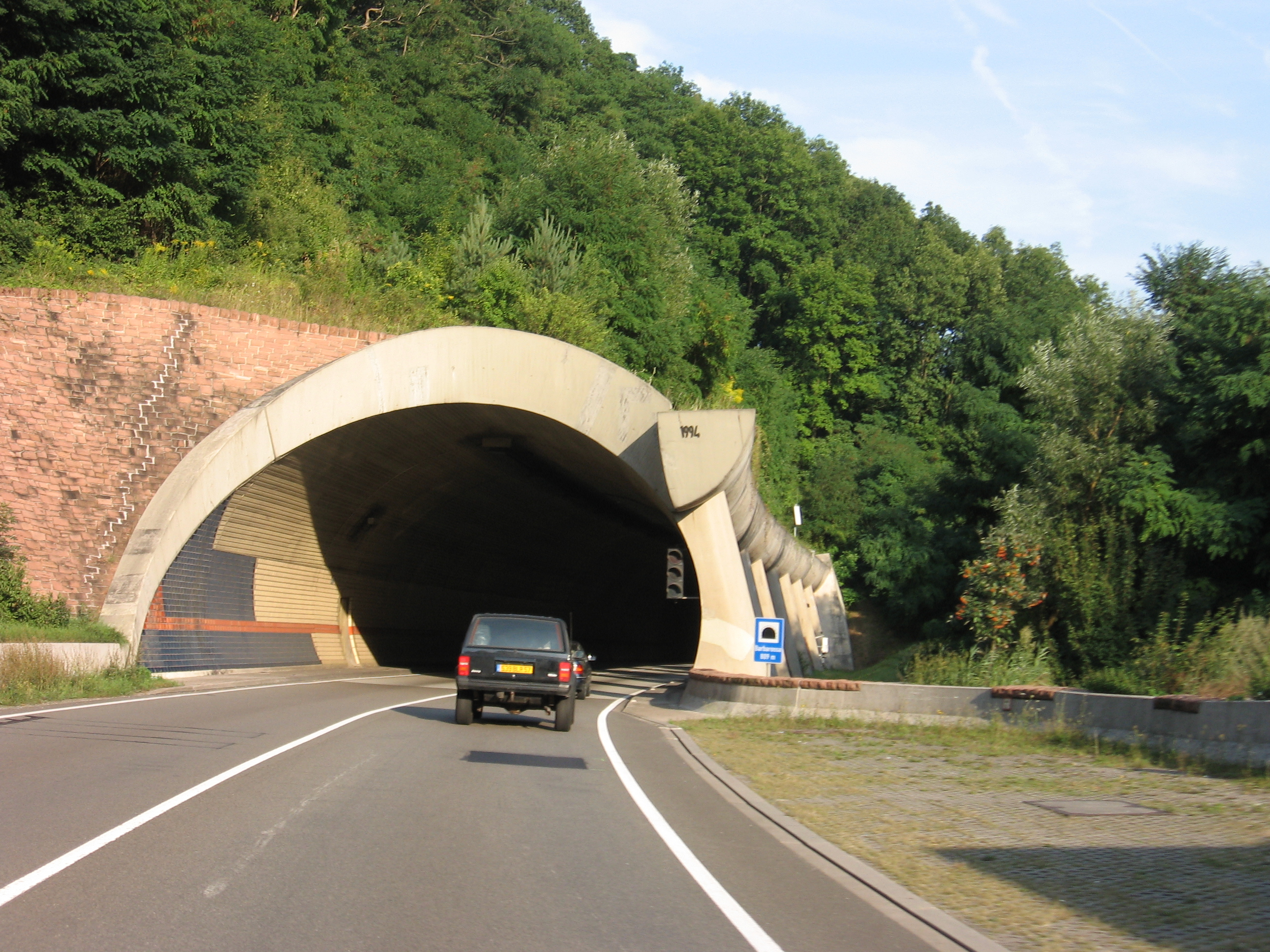
Tunel drogowy

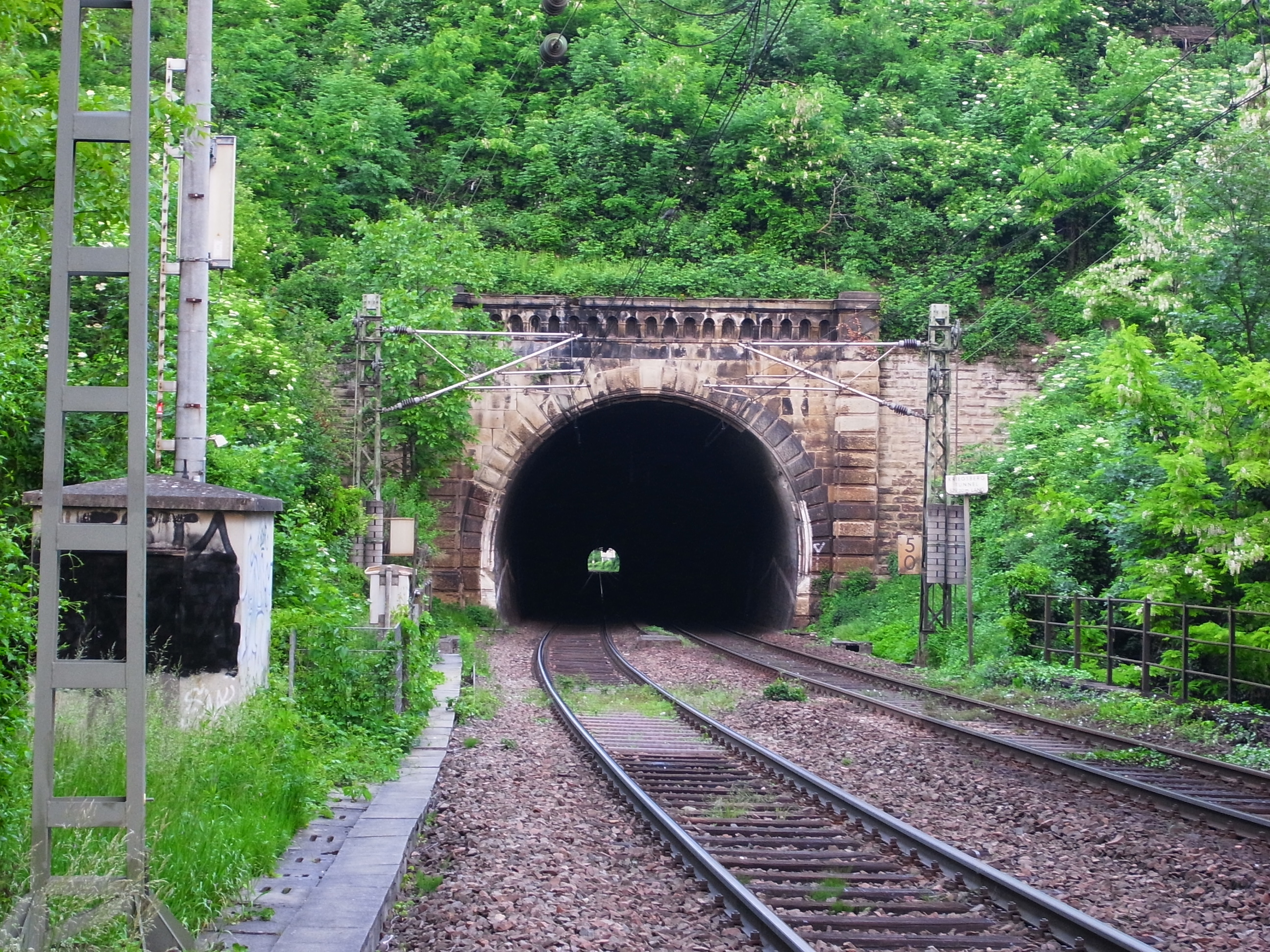
Tunel kolejowy

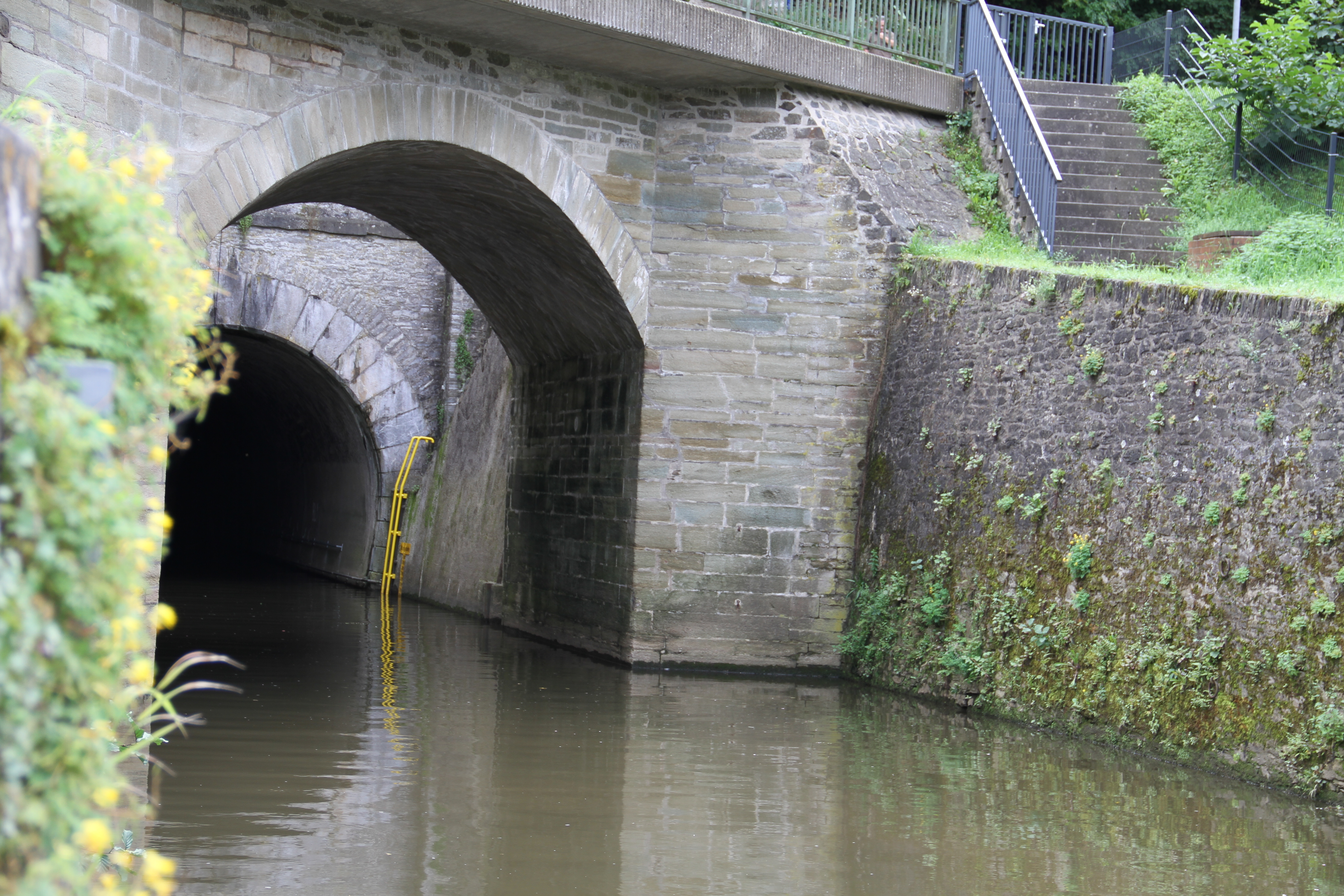
Tunel kanałowy

Tunel – budowla transportowa w postaci długiego korytarza, podziemna lub podwodna, wykonana metodą odkrywkową lub drążenia, umiejscowiona pod przeszkodą. Tunele to najczęściej budowle geotechniczne mające swoje wyloty na powierzchni ziemi.

## Podział ze względu na funkcje
Ze względu na przeznaczenie można je podzielić na:
- tunele kolejowe – dla ruchu pociągów
- tunele drogowe – dla ruchu samochodowego
- tunele kanałowe – dla przepływających nimi jednostek pływających
- tunelowe przejście podziemne – dla ruchu pieszych (jedną z odmian jest womitorium(inne języki) – przejście w trybunie, łączące zewnętrzne ciągi komunikacyjne obiektu widowiskowego (np. stadionu) z widownią[1]).
- budowle hydrotechniczne – przeznaczone do transportu wody, sztolnie wodne (głównie w elektrowniach wodnych)
- tunele kablowe – przeznaczone do układania w nich kabli i przystosowane do poruszania się obsługi w ich wnętrzu

## Tunel w ruchu drogowym
W Polsce w myśl obowiązującej Ustawy Prawo o ruchu drogowym, tunel jest to budowla przeznaczona do przeprowadzenia drogi przez lub pod przeszkodą, oznaczona odpowiednimi znakami. W praktyce oznacza to, że tunelem jest każdy odcinek drogi rozpoczynający się i kończący odpowiednio znakami D37 i D38 (nawet jeśli nie występowałaby na nim wspomniana budowla).
W myśl tej samej ustawy w tunelu zabrania się zawracania, cofania i zatrzymania pojazdu.

## Metody drążenia tuneli

### Metody górnicze
Drążenie tunelu metodami górniczymi, np. za pomocą robót strzałowych. Wyrobisko jest wykonywane segmentami, zazwyczaj najpierw stabilizowane jest obudową tymczasową. Tą metodą tunele wykonywane są na dużych głębokościach.
- Metoda pełnego przekroju
- Metoda podpartego sklepienia (ze sztolnią wyprzedzającą w stropie przyszłego tunelu)
- Metoda rdzenia oporowego (wielosztolniowa)
- NATM – Nowa metoda austriacka

### Metoda tarczowa
Drążenie tunelu za pomocą maszyn borujących (TBM) o średnicy 2–12 m, drążenie tunelu i montaż obudowy są zmechanizowane. Tunele drążone tą metodą najczęściej mają przekrój kołowy.
Obudowa składa się z pierścieni, tzw. „tubingów”. Na jeden tubing potrzeba około 5-10 (w zależności od rozmiaru tunelu) prefabrykowanych segmentów wykonanych z żelbetu lub z fibrobetonu, przygotowanych w zakładzie prefabrykacji.

### Metody odkrywkowe
Montaż obudowy w wykopie szeroko- lub wąskoprzestrzennym.
- Metoda Mediolańska (podstropowa) – na ścianach szczelinowych lub palisadach wykonywany jest docelowy lub tymczasowy strop, spod którego wybierany jest grunt.

### Metody specjalne
- z użyciem kesonów
- zatapianiem gotowych segmentów[3]
- stabilizacją górotworu

## Wentylacja tuneli
Zadaniem systemów wentylacji tuneli jest utrzymanie dopuszczalnego stężenia gazów i pyłów, zapewnienie dobrej widoczności i warunków klimatycznych, oraz, w razie wystąpienia pożaru, zapewnienie możliwości sprawnej ewakuacji oraz ugaszenia pożaru.
- W trakcie drążenia – jak w wyrobiskach górniczych (za pomocą lutniociągów)
- W trakcie eksploatacji:
  - Systemy naturalne – ruch powietrza wywołany jest przez różnicę ciśnień, wiatry i ruch pojazdów.
  - Systemy sztuczne – ruch powietrza wywołany wentylatorami, m.in. strumieniowymi.
    - Wzdłużne – powietrze płynie wzdłuż tunelu, od portalu do portalu, lub do szybu wentylacyjnego, czasem wspomagana dodatkowymi wentylatorami osiowymi na trasie tunelu.
    - Poprzeczne – powietrze płynie między kanałami wentylacyjnymi w poprzek tunelu
    - Mieszane – połączenie systemów poprzecznego i podłużnego.
    - Specjalne

## Najdłuższe tunele świata
- Gotthard-Basistunnel w Alpach w Szwajcarii, tunel kolejowy o długości 57 km, oddany do użytku w 2016 roku. Połączenia wierceń z obu kierunków dokonano w 2010 roku.
- Tunel Seikan w Japonii podmorski tunel kolejowy, długości 53,9 km.
- Eurotunel pod kanałem La Manche o długości nieco ponad 50 km, łączący Calais we Francji z Folkestone w Wielkiej Brytanii, kolejowy, podmorski.
- Tunel Lötschberg w Szwajcarii, tunel kolejowy – 34,6 km. Dzięki niemu podróż z Włoch do Niemiec skróciła się z 3,5 do 2 godz. Ciągnie się on od alpejskiej miejscowości Frutigen w kantonie Berno do Raron w kantonie Valais. Budowany był przez osiem lat, a jego koszt wyniósł ponad 4 mld franków szwajcarskich.
- Tunel Guadarrama na trasie szybkiej kolei Madryt-Valladolid w Hiszpanii, o długości 28 418 m
- Tunel Iwate-Ichinohe o długości 25,8 km, na trasie linii kolejowej Tōhoku Shinkansen w Japonii
- Tunel Lærdal, najdłuższy drogowy tunel świata długości 24 510 m, łączący Lærdal oraz Aurland w Norwegii, w regionach Sogn i Fjordane. Jego budowa rozpoczęta została w 1995, a zakończona w 2000 roku.
- Tunel Daishimizu o długości 22,2 km, na trasie linii kolejowej Jōetsu Shinkansen w Japonii, oddany do użytku w 1982, był najdłuższym tunelem na świecie (od 1982 do roku 1988, kiedy to otwarto tunel Seikan).
- Simplon-I kolejowy długości 19,8 km, łączący Włochy ze Szwajcarią
- Tunel Vereina – kolejowy długości 19 km, łączący szwajcarskie miejscowości Lavin i Klosters-Serneus
- Tunel Shinkanmon długości 18,7 km – Japonia
- Tunel Appennino długości 18,5 km – Włochy
- Tunel Qinling długości 18,5 km – Chiny
- Tunel drogowy Świętego Gotarda (niem. Gotthard-Strassentunnel, wł. Galleria stradale del San Gottardo) w ciągu autostrady A2 w Szwajcarii, długości 16,9 km. Najdłuższy tunel drogowy w Alpach, przebiega pod Przełęczą Świętego Gotarda, łączy miejscowości Göschenen i Airolo.
- Tunel kolejowy Świętego Gotarda – tunel kolejowy położony w Alpach Szwajcarskich. Tunel ma 15 km długości, przebiega pod Przełęczą Świętego Gotarda, łączy miejscowości Göschenen i Airolo.